# Horní Nakvasovice
Horní Nakvasovice jsou malá vesnice, část obce Bušanovice v okrese Prachatice v Jihočeském kraji. Nachází se asi dva kilometry jihozápadně od Bušanovic. Horní Nakvasovice jsou také název katastrálního území o rozloze 1,86 km².

## Historie
První písemná zmínka o vesnici pochází z roku 1318.

## Obyvatelstvo
| Rok            | 1869 | 1880 | 1890 | 1900 | 1910 | 1921 | 1930 | 1950 | 1961 | 1970 | 1980 | 1991 | 2001 | 2011 | 2021 |
| -------------- | ---- | ---- | ---- | ---- | ---- | ---- | ---- | ---- | ---- | ---- | ---- | ---- | ---- | ---- | ---- |
| Počet obyvatel | 117  | 112  | 132  | 122  | 134  | 119  | 113  | 86   | 85   | 78   | 64   | 52   | 52   | 46   | 47   |
| Počet domů     | 20   | 21   | 25   | 24   | 24   | 24   | 24   | 23   | 23   | 18   | 17   | 21   | 25   | 25   | 25   |

## Obecní správa
Při sčítání lidu v letech 1850–1879 Horní Nakvasovice byly osadou obce Nakvasovice v okrese Strakonice. V letech 1880–1963 byly osadou obce Dolní Nakvasovice, se kterým patřily nejprve do okresu Strakonice, ale od roku 1950 v okrese Prachatice. V letech 1964–1985 byly částí obce Bušanovice v okrese Prachatice. Od 1. července 1985 do 23. listopadu 1990 byly částí města Vlachovo Březí v okrese Prachatice. Od 24. listopadu 1990 jsou opět částí obce Bušanovice v okrese Prachatice.

## Pamětihodnosti
- Kaple Panny Marie, na návsi (kulturní památka ČR)